# José Asensio Torrado
José Asensio Torrado (La Corunya, 1892 - Nova York, 1961) va ser un militar espanyol. Va ser coronel del cos d'Estat Major, general, i més tard sotssecretari del Ministeri de la Guerra.

## Biografia
Ingressà a l'Acadèmia d'Infanteria de Toledo el 1907 i fou enviat al Protectorat Espanyol al Marroc. El 1920 ascendí a comandant i fou nomenat cap d'Estat Major del Comissari Espanyol a Àfrica. El proclamar-se el 1931 la Segona República Espanyola fou nomean cap de la Comissió Fronterera amb Portugal, i el 1933 fou ascendit a coronel.
En els primers dies de la Guerra Civil espanyola va prendre part en l'assalt a la Caserna de la Montaña de Madrid i diverses operacions que van tenir com a escenari els fronts d'Andújar, Màlaga, Guadarrama, etc. Ascendit a general, va ser nomenat Cap del Teatre d'Operacions del Centre (TOCE) i va participar en el frustrat assalt a l'Alcàsser de Toledo; va fracassar, igualment, en Talavera de la Reina, la qual cosa li va valer una certa impopularitat, especialment entre els comunistes. No obstant això el van nomenar comandant honorari del Cinquè Regiment.
A l'octubre de 1936 Francisco Largo Caballero (aleshores president del Govern i ministre de la Guerra) el va designar sotssecretari del Ministeri de la Guerra, i des d'aquest càrrec va tractar de reorganitzar l'exèrcit republicà, posant les bases del que poc temps després seria l'Exèrcit Popular. A la seva inspiració es deu la creació d'una sèrie d'escoles per a oficials, el Centre de Reclutament, Instrucció i Mobilització (CRIM), el Centre d'Organització Permanent d'Artilleria (COPA) i el Centre d'Organització Permanent d'Artilleria (COPA).
Després d'una campanya de descrèdit orquestrada pels comunistes —l'anomenaven «el general de les derrotes»—, que van demanar insistentment la seva destitució, i en la qual van tenir una destacada actuació Dolores Ibárruri i l'ambaixador soviètic Marcel Rosenberg, encara que també recolzada pels centristes del PSOE, Largo Caballero el va cessar (substituint-lo per un membre del seu cercle més proper, Carlos de Baraibar). Asensio va quedar durant algun temps en situació de disponible. Acusat de traïció, va ser detingut i processat, encara que va recuperar la llibertat poc temps després, en ser sobreseguda per falta de proves la causa instruïda contra ell.
Després d'una curta etapa com a assessor del Ministeri de Defensa Nacional fou designat agregat militar de l'Ambaixada espanyola als EUA, on va tenir coneixement de la preparació d'un cop d'estat per part de Segismundo Casado i el Consell Nacional de Defensa, als quals va enviar la seva adhesió per cablegrama. Finalitzada la guerra es va traslladar a Nova York — en la ciutat de la qual va romandre fins a la seva defunció, dedicant-se durant algun temps a l'ensenyament privat del castellà i exercint el càrrec de ministre sense cartera en diversos governs de la Segona República Espanyola en l'exili el 1960.